# Ryoichi Takahashi
Ryoichi Takahashi (Japans: 高橋 良一, Takahashi Ryōichi) (6 april 1898 — 17 juli 1963) was een Japans entomoloog. Hij produceerde later nog 73 artikelen over schildluizen. In totaal publiceerde hij bijna 420 artikelen. o.a. over bladluizen (Aphidomorpha), witte vliegen (Aleyrodomorpha) en schildluizen. Takahashi heeft gewerkt aan het Government Agricultural Research Institute in Taiwan.
- Gemeinsame Normdatei: 1242417044
- Bibliotheek van het Japanse parlement: 00077985
- Système universitaire de documentation: 220159351
- Virtual International Authority File: 289578166
- WorldCat: E39PBJyh7m4pJjQkvjgGc94Xh3